# Vollzeitpflege
Die Vollzeitpflege gehört nach deutschem Sozialrecht zu den lebensfeldersetzenden Hilfen zur Erziehung (§ 27, § 33 SGB VIII). Sie bedeutet die zeitweise oder dauerhafte Unterbringung eines Kindes in einer Pflegefamilie oder Erziehungsstelle. Auch unbegleitete minderjährige Flüchtlinge können im Rahmen der Vollzeitpflege untergebracht werden (§ 33 SGB VIII). Beide Formen der Fremdunterbringung ermöglichen das Aufwachsen des Kindes in einer Familie. Vollzeitpflege gibt es unter anderer Grundlage auch in der Alten- bzw. in der Krankenpflege.

## Gründe
Die Unterbringung eines Kindes in Vollzeitpflege kann verschiedene Gründe haben:
Auf der einen Seite stehen entweder der Bedarf einer Familie, ein Kind herauszulösen, oder die Einschätzung eines Jugendamtes bzw. des Familiengerichtes, dass eine akute Kindeswohlgefährdung vorliegt (vgl. § 1666 BGB oder § 42 SGB VIII).
Wenn minderjährige Flüchtlinge ohne ihre Eltern einreisen gilt, sie sind unbegleitet und das Jugendamt muss handeln. Die Minderjährigen werden in der Regel in einer Einrichtung der Kinder- und Jugendhilfe untergebracht und betreut. Eine Unterbringung in der Vollzeitpflege ist ebenfalls möglich.
Auf der anderen Seite geht man heute verstärkt dazu über, statt ein Kind zur Adoption freizugeben, eher von der Möglichkeit von einer Vollzeitpflege Gebrauch zu machen. Dahinter steht das Erkennen der Wichtigkeit für Kinder, die leiblichen Eltern zu kennen, auch wenn sie nicht die Möglichkeit haben, bei ihnen aufzuwachsen.
Die Gründe, ein Kind in Pflege geben zu wollen, sind vielschichtig. Meist ist die Herkunftsfamilie chronisch überlastet, so dass sich die Vorstellung entwickeln kann, es sei erleichternd, nicht mehr für das Kind sorgen zu müssen. Stressoren können sein: Partnerprobleme, Drogenproblematik, nicht ausreichende Möglichkeiten, ausgleichende Ressourcen zu erschließen (z. B. Babysitter, Familienhilfe), Krankheit u. v. m.

## Pflegefamilie vs. Erziehungsstelle
Die Hauptunterschiede zwischen Vollzeitpflege in Pflegefamilien und den Erziehungsstellen als Kleinsteinrichtungen nach § 34 sind:
- Pflegeeltern benötigen eine Pflegeerlaubnis nach § 44 SGB VIII. Erziehungsstellen fallen als Einrichtungen hingegen in das Betriebserlaubnisverfahren nach  § 45 SGB VIII.
- Voraussetzung für eine Erziehungsstelle ist eine pädagogische Ausbildung.
- Die Erziehungsstelle wird regelmäßig und intensiv von einem Fachberater betreut. Diese Beratung kann sowohl Züge von Supervision als auch von kollegialer Beratung aufweisen. Die Beratung von Pflegefamilien wird durch die Pflegekinderdienste in öffentlicher bzw. ausgelagerter freier Trägerschaft geleistet.

## Rückführung in Herkunftsfamilie
Alle Hilfen zur Erziehung haben die Rückführung in die Herkunftsfamilie zum Ziel. Nur wenn wesentliche Gründe gegen eine Rückkehr sprechen, sollen andere Lebensperspektiven erarbeitet werden (vgl. § 37 SGB VIII).
Lebensfeldersetzende Maßnahmen bedeuten für die betroffenen Kinder eine große Belastung, insbesondere durch das Herauslösen aus dem gewohnten sozialen Umfeld, die Trennung von den bisherigen Bezugspersonen und die unklare Rückführungsintention in die Herkunftsfamilie.
Eine schwierige Besonderheit ist die Problematik, dass ein Kind sich in seiner Umgebung sozialisiert und – in Abhängigkeit von Alter und vorhandenen Bindungen an Bezugspersonen – sich an die neuen Bezugspersonen bindet. Zum Schutze des Kindeswohls in solchen Fällen wurde die Verbleibensanordnung (§ 1632 Abs. 4 BGB) eingeführt, die ein Tätigwerden des Gerichts von Amts wegen beinhaltet. Eine sorgfältige Planung und Erarbeitung realistischer Zukunftsperspektiven ist daher für das Wohl der Kinder unverzichtbar und bei Vollzeitpflege über das Jugendamt im Hilfeplan vorgeschrieben.

## Pflegegeld
Für die Pflege des Kindes erhält die Pflegefamilie gestaffelt nach Alter des Kindes Pauschbeträge für den Sachaufwand und die Pflege und Erziehung. Etwaig erhaltenes Kindergeld senkt diesen Betrag, falls das Pflegekind das älteste Kind ist, um das halbe Kindergeld, ansonsten um 1/4 des Kindergelds.
Die Pauschbeträge sind nicht bundeseinheitlich. Sie betragen beispielsweise in Koblenz derzeit für Kinder von 0-6/6-12/12-18 Jahren für den Sachaufwand: 508/589/676 €/Monat und zusätzlich für die Pflege altersunabhängig 237 €/Monat. Für 2018 empfohlen werden 522/592/676 € und für den Sachaufwand und zusätzlich 240 € für die Pflege.
Der Betrag für den Sachaufwand und das Kindergeld werden (bei weniger als 6 Pflegekindern) nicht als Einkommen der Eltern gewertet. Nur der Betrag für die Pflege wird teilweise beim Bezug des Arbeitslosengeld II als Einkommen gewertet.